# Знаки поштової оплати СРСР 1947
Знаки поштової оплати СРСР 1947 — перелік поштових марок, введених в обіг дирекцією по виданню і експедирування знаків поштової оплати Народного комісаріату пошти і телеграфів СРСР у 1947 році.

## Список комеморативних (пам'ятних) марок
Порядок слідування елементів у таблиці відповідає номеру за каталогом марок СРСР (ЦФА), у дужках наведено номери за каталогом «Міхель».
| № з каталогу            | Зображення | Опис і джерела | Номінал   | Дата випуску         | Тираж     | Художник          |
| ----------------------- | ---------- | --- | --------- | -------------------- | --------- | ----------------- |
| (ЦФА № 1139) (Mi #1114) |            | рос. «Международный женский день 8 Марта» (укр. «Міжнародний жіночий день 8 Березня»): - рос. Женщина с ребёнком (Жінка з дитиною).            | 0,15 руб. | 11 березня 1947 року | 3 000 000 | Володимир Андрєєв |
| (ЦФА № 1140) (Mi #1115) |            | рос. «Международный женский день 8 Марта» (укр. «Міжнародний жіночий день 8 Березня»): - рос. Женщины на демонстрации (Жінки на демонстрації). | 0,30 руб. | 11 березня 1947 року | 3 000 000 | Володимир Андрєєв |